# キャロライン・ウィリアムズ
キャロライン・ウィリアムズ（Caroline Williams,  1957年3月27日 - ）は、アメリカ合衆国の女優である。

## 来歴
1957年、テキサス州ラスク郡に生まれる。高校卒業後はテキサス大学オースティン校で学び、1975年に『Smile』という映画の端役として出演。その後もいくつかの映画へ出演してキャリアをスタートさせた。1986年にデニス・ホッパーらと共演した『悪魔のいけにえ2』へ準主役として出演したあたりから知名度が上がり、それ以降も様々なテレビドラマや映画で活躍している。
それ以外の出演作ではトム・クルーズ主演の『デイズ・オブ・サンダー』や、ロン・ハワード監督でジム・キャリーがグリンチを演じたファンタジー映画『グリンチ』などがある。1995年には漫画家の楳図かずおが原作の『漂流教室』へも出演している。

## 出演作品

### 映画
- スマイル Smile (1975)
- アラモベイ Alamo Bay (1985)
- ビリージーンの伝説 The Legend of Billie Jean (1985)
- ロバート・ミッチャム/ 男たちの勲章 Thompson's Last Run (1986) ※テレビ映画
- 地獄のエージェント/緊急指令“究極兵器を追え! Getting Even (1986)
- 悪魔のいけにえ2 The Texas Chainsaw Massacre 2 (1986)
- Police Story: Monster Manor (1986)
- ステップファーザー2/危険な絆 Stepfather II (1989)
- 悪魔のいけにえ3 レザーフェイス逆襲 Leatherface: Texas Chainsaw Massacre III (1990)
- Love and Lies (1990)
- デイズ・オブ・サンダー Days of Thunder (1990)
- インモラル・ハンター/ブルーネット連続暴行事件 Sins of the Mother (1990) ※テレビ映画
- 地獄の穴 Deconstructing Sarah (1994)
- Flashfire (1994)
- レプリコーン3　Leprechaun 3 (1995) ※ビデオ作品
- 漂流教室 Drifting School (1995)
- Rage (1999)
- グリンチ How the Grinch Stole Christmas (2000)
- ぼくらの三ツ星レストラン Recipe for Disaster (2003) ※テレビ映画
- Jane Doe: How to Fire Your Boss (2007) ※ビデオ作品
- ハロウィンII Halloween II (2009)
- Monsterpiece Theatre Volume 1 (2011)
- Abolition (2011)
- The Unleashed  (2011)
- セバスチャン Sebastian (2011)
- ハチェット レジェンド・ネバー・ダイ Hatchet III (2013)
- スリーデイズ・ボディ 彼女がゾンビになるまでの3日間 Contracted (2013)
- The Profane Exhibit (2013)
- Seed 2: The New Breed (2014)

### テレビドラマ
- ハンター Hunter (1987)
- L.A.ロー 七人の弁護士 L.A. Law (1987)
- They Came from Outer Space (1990)
- Equal Justice (1991)
- Disney Presents The 100 Lives of Black Jack Savage (1991)
- 弁護士シャノン Shannon's Deal (1991)
- シスターズ Sisters (1992)
- ジェシカおばさんの事件簿 Murder, She Wrote (1992)
- 絹の疑惑 シルク・ストーキング Silk Stalkings (1992)
- モデル・エージェンシー/女たちの闘い Models Inc. (1995)
- ER緊急救命室 ER (1996)
- スーザン Suddenly Susan (1996)
- サブリナ Sabrina, the Teenage Witch (1997)
- 探偵マイク・ハマー Mike Hammer, Private Eye (1997, 1998)
- エア・アメリカ Air America (1998)
- Dr.マーク・スローン Diagnosis Murder (1999)
- Family Law (2001)
- NYPDブルー NYPD Blue (2003)
- The District (2003)
- The Division (2004)
- NIP/TUCK マイアミ整形外科医 Nip/Tuck (2007)
- Women's Murder Club (2008)
- グレイズ・アナトミー 恋の解剖学 Grey's Anatomy (2010)
- メンタリスト The Mentalist (2011)

### ビデオゲーム
- Shadow Watch (2000)

## 参照
1. ↑  “Caroline Williams Biography”. 2014年8月10日閲覧。